# Paquet surprise
Pour plus de détails, voir Fiche technique et Distribution.
Paquet surprise (titre original : Doggone Cats) est un court métrage d'animation américain de la série Merrie Melodies, réalisé par Arthur Davis, sorti en 1947.

## Fiche technique
- Titre : Paquet surprise
- Titre original : Doggone Cats
- Réalisation : Arthur Davis
- Scénario : Lloyd Turner et Bill Scott
- Montage : Treg Brown
- Musique : Carl W. Stalling
- Son : Treg Brown
- Directeur de production : John W. Burton
- Producteur : Edward Selzer
- Sociétés de production : Warner Bros. Cartoons
- Pays d'origine :  États-Unis
- Langue : Anglais américain
- Format : Couleur (Cinecolor) — 35 mm — 1,37:1 — Son : Mono
- Genre : Film d'animation, Comédie
- Durée : 7 minutes
- Dates de sortie :
  -  États-Unis :  25 octobre 1947

## Distribution
- Mel Blanc : Wellington(voix)
- Bea Benaderet : la propriétaire du chien (voix)